# Macaranga magna
Macaranga magna là một loài thực vật có hoa trong họ Đại kích. Loài này được Turrill mô tả khoa học đầu tiên năm 1924.